# Swan Valley

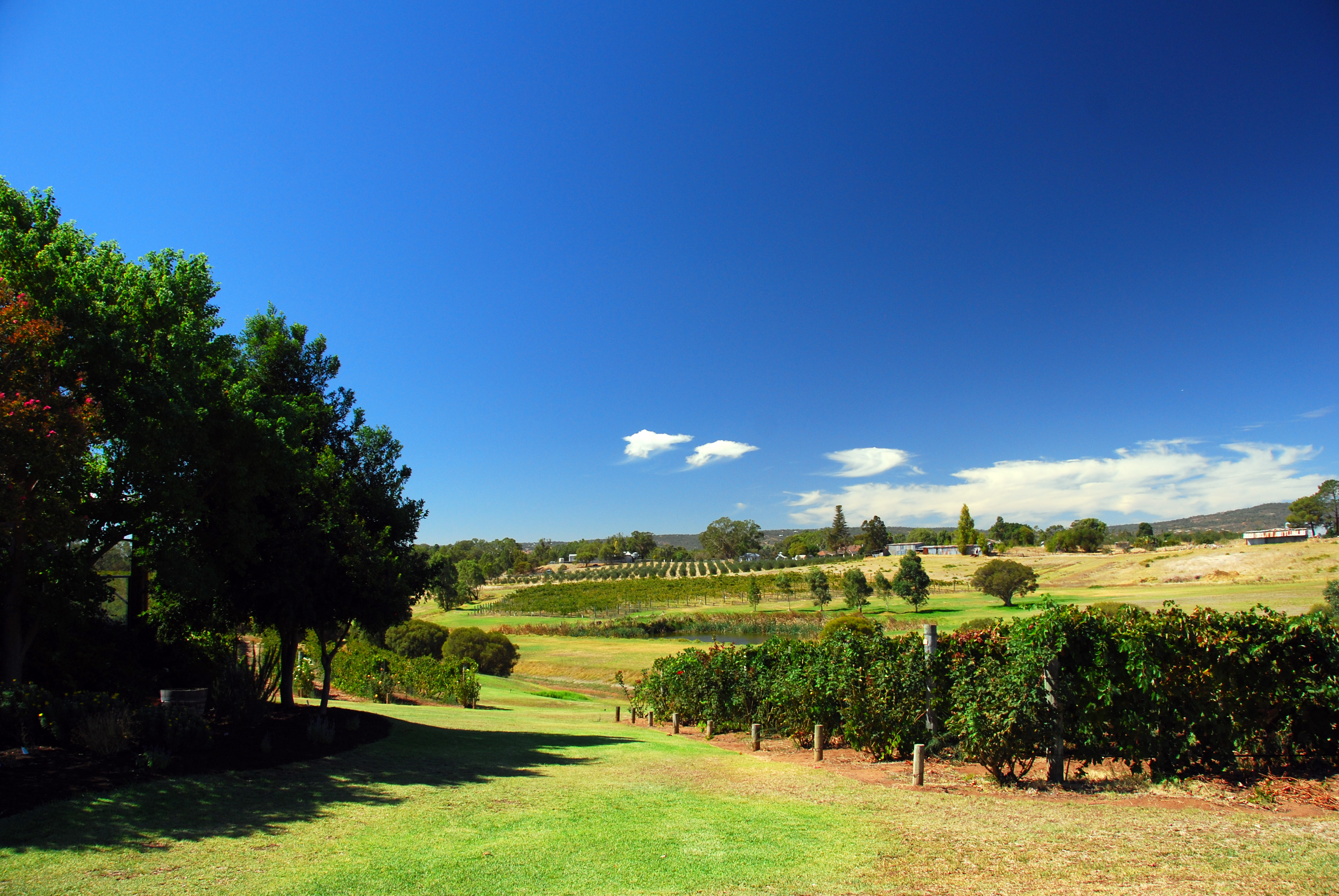
Weinanbau im Swan Valley

Swan Valley ist ein Weinanbaugebiet beiderseits des Flusses Swan River nordöstlich der westaustralischen Bundeshauptstadt Perth.

## Lage
Das Weinanbaugebiet reicht von Guildford (ca. 20 km nordöstlich von Perth) weitere ca. 20 km flussaufwärts bis südlich des Picknickplatzes Bells Rapid; im Osten begrenzt es die Hügelkette Darling Scarp und von Westen münden die beiden Bäche Ellen Brook und Jane Brook in den Swan River. Das Weinbaugebiet umfasst ca. 300 ha Fläche auf dem Territorium der Ortsteile Caversham, West Swan, Middle Swan, Herne Hill, Henley Brook, Millendon, Baskerville, Belhus, Upper Swan, Brigadoon und Whiteman, die zusammen der Local Government Area der City of Swan unterstehen.
Die Rebhänge reichen nicht an den mit kleinen Ausflugsbooten noch schiffbaren Fluss heran, der von dichtem Akazien- und Banksia-Buschland gesäumt wird, sondern erstrecken sich abseits des Wasserlaufs in der leicht hügeligen Landschaft.

## Geschichte
Entdeckt wurde das Land am Swan River 1827 von Kapitän James Stirling, der zwei Jahre später die Swan River Colony gründete und in ihr drei Siedlungen (Fremantle, Perth und Guildford) etablierte. Der Fluss selbst mit seinen namensgebenden Schwarzschwänen wurde zwar bereits von dem holländischen Entdecker Willem de Vlamingh 1697 erstmals befahren; dieser kam allerdings nur bis zu dem Matagarup Watt wo heute Heirisson Island steht, auf der Höhe des heutigen Stadtzentrums von Perth. Eine französische Expedition unter Nicholas Baudin segelte 1801 weiter flussaufwärts, hat aber das Land nicht in Besitz genommen.
Am Unterlauf des Swan River südlich von Guildford wurde Wein zum Beispiel in Dalkeith angebaut.:44
Spätestens 1836 – mutmaßlich schon 1830 – wurden die ersten Reben am Oberlauf des Flusses (in der so genannten Swan Location II) unter Stirlings Expeditionsführer Revett Henry Blend gepflanzt, dem der spätere erste Gouverneur Western Australias dieses Land zur Anerkennung seiner Leistungen geschenkt hatte. Das Kerngebiet rund um das Areal des Houghton-Landguts war die Keimzelle dieses unter australischen Weinkennern des 21. Jahrhunderts bekannten und beliebten Anbaugebietes. Knapp 150 Jahre lang war das Swan Valley das einzige Weinanbaugebiet in Western Australia; andere Anbaugebiete im äußersten Süden dieses Bundesstaates (z. B. am Margaret River) wurden erst in der zweiten Hälfte des 20. Jahrhunderts mit Reben bestockt, machen aber im 21. Jahrhundert auf Grund der leichteren Anbaubedingungen in der kühleren Klimazone den größeren Anteil von Western Australias Weinproduktion aus.

## Weinbau
Im Swan Valley herrscht eine Durchschnittstemperatur von 24 °C sowie eine niedrige Luftfeuchtigkeit von 45 %. Dies sind gute Bedingungen für das Gedeihen der vorwiegend weißen Rebsorten; allerdings ist in den heißen, trockenen Sommermonaten künstliche Bewässerung erforderlich. Chenin Blanc wird am häufigsten angebaut, gefolgt von Verdelho und Chardonnay. Shiraz und Merlot dominieren bei den roten Rebsorten. Experimentiert wird auch mit weniger bekannten Trauben, beispielsweise Dolcetto, Pedro Ximénez und Navera.
Die größten Weinproduzenten im Swan Valley sind Houghton und Sandalford, die weltweit im Exportgeschäft tätig sind. Daneben gibt es ca. 80 kleinere Weingüter im Familienbesitz, die häufig zusätzlich zur Verkaufsstelle ein Restaurant unterhalten und/oder eine Übernachtungsmöglichkeit bereitstellen.

## Tourismus
Die meisten Übersee-Touristen erkunden das Swan Valley im Rahmen von organisierten Bootsfahrten auf dem Swan River (so genannten Wine Cruises), die von Perth oder Fremantle aus täglich buchbar sind; bereitgestellte Busse fahren die großen Weinproduktionsstätten zu Gruppenführungen an.
Von individuell Reisenden werden die kleineren Weingüter bevorzugt; viele von ihnen sind auf Anfrage zu besichtigen.
Neben den Weingütern gibt es auch ca. 20 Brauereien im Swan Valley, die von Touristen besucht werden. Zahlreiche Künstler haben sich Galerien eingerichtet. Besucher, die mehrere Tage bleiben, können im Swan Valley Wildlife Park Koalas beobachten, finden Gelegenheiten zum Reiten und Golfspielen.

## Karte
- Swan Valley. Guide and Maps, hrsg. vom Swan Valley and Eastern Region Visitor Centre, Mai 2005